# Wimmeria
Wimmeria Schltdl. & Cham. – rodzaj roślin należący do rodziny dławiszowatych (Celastraceae R. Br.). Obejmuje co najmniej 16 gatunków występujących naturalnie w Ameryce Środkowej i Meksyku.
Nazwa rodzajowa upamiętnia niemieckiego botanika z Wrocławia – Friedricha Wimmera (1803–1868).

## Morfologia
PokrójDrzewo lub krzew o nagich bądź owłosionych pędach.
LiścieNaprzemianległe, ząbkowane.
KwiatyZebrane w kwiatostany. Kwiaty są obupłciowe.
OwoceSkrzydlaki z najczęściej trzema skrzydełkami. Zawierają jedno (czasem dwa) nasiona.

## Biologia i ekologia
Występuje zarówno w wilgotnych jak i suchych lasach.

## Systematyka
Pozycja i podział według APWeb (2001...)
Rodzaj należący do rodziny dławiszowatych (Celastraceae R. Br.), rzędu dławiszowców (Celestrales Baskerville), należącego do kladu różowych w obrębie okrytonasiennych.
Wykaz gatunków
| - Wimmeria acuminata L.O.Williams - Wimmeria bartlettii Lundell - Wimmeria chiapensis Lundell - Wimmeria concolor Cham. & Schltdl. - Wimmeria confusa Hemsl. - Wimmeria cyclocarpa Radlk. ex Donn.Sm. - Wimmeria lambii (Standl. & L.O. Williams) Lundell - Wimmeria lanceolata Rose | - Wimmeria lundelliana Carnevali, R. Duno, J.L. Tapia & I. Ramírez - Wimmeria mexicana (DC.) Lundell - Wimmeria microphylla Radlk. - Wimmeria montana Lundell - Wimmeria obtusifolia Standl. - Wimmeria pubescens Radlk. - Wimmeria serrulata Radlk. - Wimmeria sternii Lundell |